# Bugatti Type 35
Vous lisez un « article de qualité » labellisé en 2010.

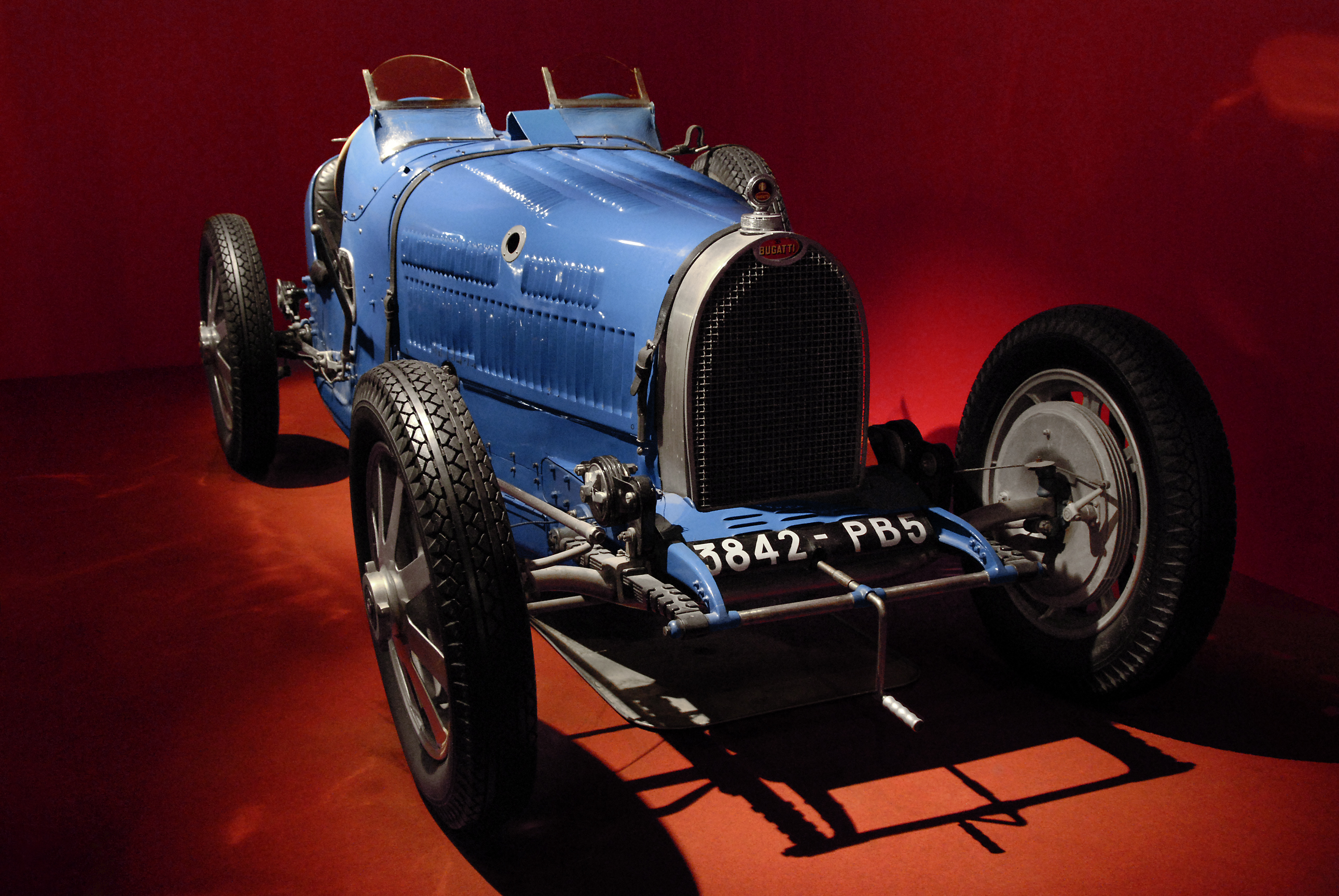
Bugatti Type 35B de la collection Schlumpf, Cité de l'automobile à Mulhouse.

La Bugatti Type 35 « Grand Prix » est une automobile sportive de la seconde moitié des années 1920 développée par le constructeur automobile français Bugatti. Forte d'un palmarès toujours inégalé, avec plus de deux mille victoires en compétition dont cinq succès consécutifs à la Targa Florio, elle est non seulement la Bugatti la plus célèbre mais compte également parmi les voitures ayant le plus marqué l’histoire de l’automobile. La naissance du mythe des « Pur-sang » Bugatti date d’ailleurs de cette époque.
Conçue à partir de 1924 dans les ateliers Bugatti de Molsheim-Dorlisheim en Alsace, la Type 35 connaît de nombreuses évolutions mécaniques, portant essentiellement sur son moteur à huit cylindres en ligne, donnant naissance à différentes versions : Type 35, 35A, 35C, 35T, 35B, 37, 37A, 39 et 39A. Généralement considérée comme particulièrement élégante, la Type 35 est également à l’origine d’innovations techniques majeures dans l’automobile. Près de 640 exemplaires seront construits jusqu’en 1930.
Si elle n’est pas particulièrement puissante, ses différents moteurs développant entre 60 et 140 chevaux, la Type 35 réussit toutefois à imposer son rythme en Grand Prix pendant près d’une décennie, grâce notamment à son comportement routier sain et à sa fiabilité. Au début des années 1930, elle cède néanmoins sa place aux sportives des constructeurs italien Alfa Romeo et allemand Mercedes-Benz, qui bénéficient entre autres du soutien de la part des gouvernements de leurs pays respectifs.

## Contexte et développement

### La naissance de Bugatti
En 1910, un an à peine après sa création, Bugatti présente au Salon de l’automobile de Paris sa première voiture de course, une automobile qui « représente une classe entièrement nouvelle en soi », la Type 13,. Déjà victorieux en compétition, Bugatti doit cependant très vite mettre un terme à ses activités en raison du conflit mondial qui s’annonce. Comme beaucoup de constructeurs automobiles durant la Première Guerre mondiale, Bugatti participe à l’effort de guerre en développant pour les Alliés, conjointement avec le constructeur aéronautique Messier, des moteurs d’avion à huit et seize cylindres,.
La guerre terminée, Bugatti peut reprendre ses activités dans l’usine de Molsheim-Dorlisheim et relance la production de la Type 13 dès 1919. Cette année marque un réel tournant dans l’histoire de Bugatti : si le constructeur français est déjà renommé pour la qualité de ses moteurs et de ses châssis, la Type 13 lui permet « d’asseoir sa notoriété auprès d’une clientèle sportive ». En effet, engagées au nombre de cinq au Grand Prix des voiturettes à Brescia en 1921, les Type 13 décrochent les quatre premières places du classement, ce qui vaudra par la suite au modèle le surnom de « Bugatti Brescia ». Par ailleurs, l’intérêt d’Ettore Bugatti pour la compétition sera intensifié par ce succès inattendu.

### La Type 35 ou le début d'un mythe

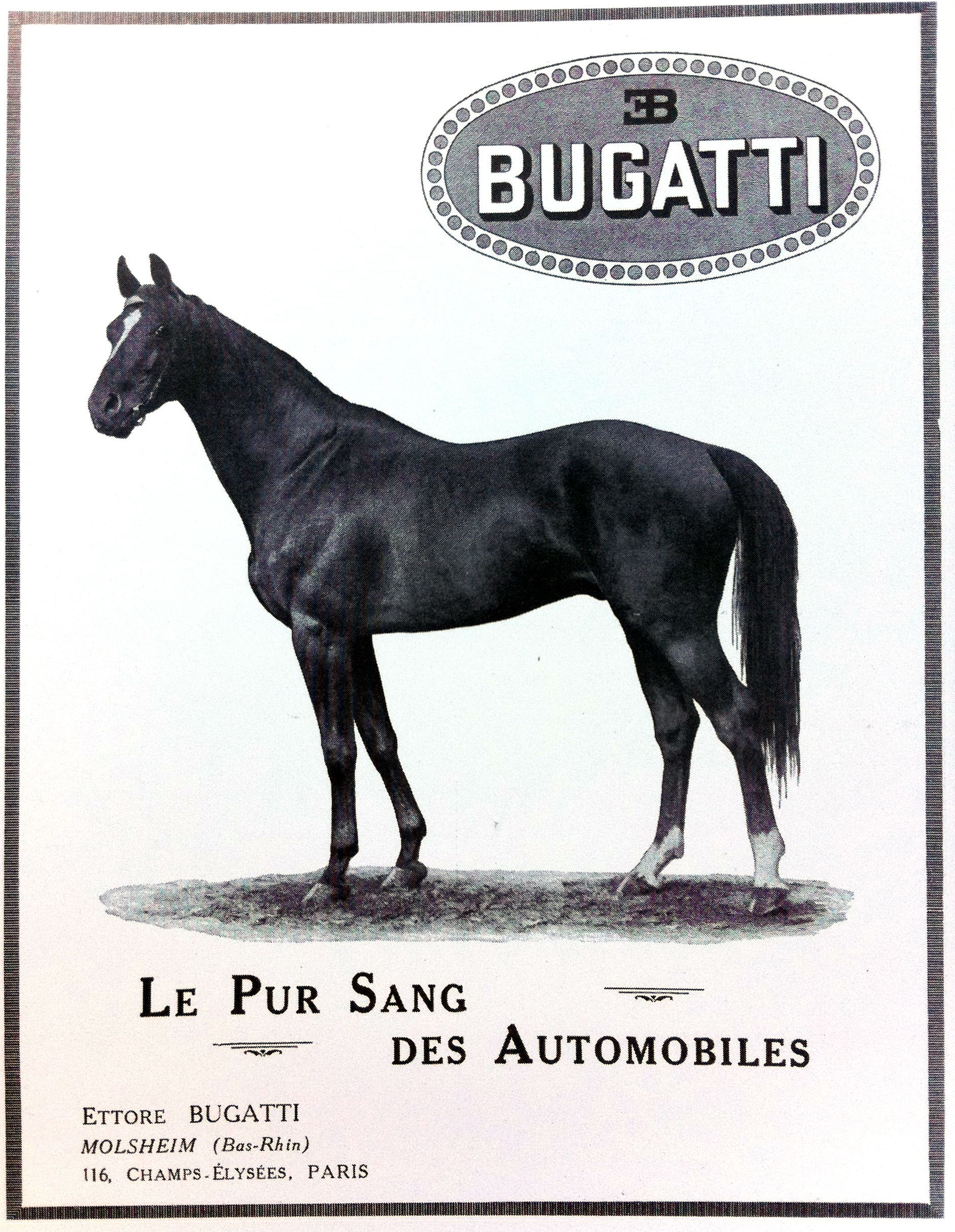
Publicité pour Bugatti parue dans L’Illustration en 1923.

Les années qui suivent voient l’émergence de modèles plus performants que la Type 13 et mus pour la première fois, à l’image de la Fiat 805, par des moteurs équipés de compresseurs volumétriques augmentant de façon importante leur puissance. Après la production de quelques automobiles moins remarquables mais au caractère néanmoins novateur comme la Type 32, Bugatti dévoile lors du Grand Prix de l’Automobile Club de France 1924, à Lyon, une nouvelle automobile de compétition : la Type 35. C’est le début du mythe des « Pur-sang » Bugatti,.
Alors que le dessin de calandre de la nouvelle automobile s’apparente davantage à celui d’un fer à cheval – dessin qui sera repris à partir de cette date par l’ensemble des automobiles Bugatti sans exception – qu’à un étrier comme sur les précédents modèles, Ettore Bugatti loue volontiers les qualités mécaniques et sportives de ses automobiles en les comparant à la célèbre race de chevaux. Cette représentation des Bugatti sera largement répandue par les très nombreuses victoires de la Type 35 en compétition : les pilotes d’usine, au même titre que les gentlemen drivers ayant acquis une Type 35, vont en effet forger la légende de Bugatti en remportant plus de 2 000 victoires en course, aussi bien sur circuit que lors de courses de côte,,,.
Ce record inégalé à ce jour fut possible grâce, entre autres, au nombre particulièrement élevé d’exemplaires produits et vendus : environ 640 Bugatti, toutes versions confondues. Cette particularité de vendre un exemplaire de la Type 35, une voiture de compétition, à quiconque en a les moyens est une caractéristique propre à Bugatti. Quelques constructeurs automobiles ont également envisagé à la même époque d’adopter ce principe mais s’y sont finalement refusés de peur que leurs pilotes d’usine soient privés d’une victoire au profit d’un particulier. Ettore Bugatti, lui, n’a pas cette crainte car peu lui importe qui termine victorieux d’une course pourvu qu’il termine au volant d’une de ses automobiles.
Loin d'être réservée au profit de la seule équipe officielle, la Type 35 est rendue accessible à tous, en tout cas à tous ceux qui peuvent payer 160 000 francs de l'époque. La voiture est par la suite déclinée en différentes versions. Au total, près de 400 exemplaires de Type 35 et de ses déclinaisons (35A, 35T, 36B, 35C, 37, 37A et 39) seront ainsi commercialisés entre 1924 et 1930. 
Son excellente tenue de route, la souplesse de son moteur, la précision de sa direction, l'efficacité de son freinage en font un bolide très homogène, exploitable par tout pilote éclairé. Que ce soit en Grand Prix aux mains des meilleurs pilotes d'usine tels que Louis Chiron, William Grover-Williams, René Dreyfus, Robert Benoist, Tazio Nuvolari ou encore Achille Varzi, ou bien grâce à des amateurs talentueux dans des courses de moindre importance, la Type 35 et ses dérivés accumulent les succès, plus de 2000 victoires en tout, auxquelles s'ajoute le titre de champion du monde des constructeurs 1926. 
Bien qu'elle ait été produite six ans après la mort de Roland Garros, la Type 35 illustre parfaitement les propos de l'aviateur. En effet, en 1918, peu de temps avant de tomber pour la France, il avait décrit Ettore Bugatti comme « un artiste incomparable qui seul sait donner une âme à de l'acier. »

## Technique
Outre le succès sportif, la Bugatti Type 35 remporte également un franc succès commercial en devenant la plate-forme d’une multitude d’autres modèles de course et de grand tourisme ; au moins huit versions supplémentaires seront ainsi développées : les 35A, 35C, 35T, 35B, 37, 37A, 39 et 39A.

### Finesse et élégance de la Type 35

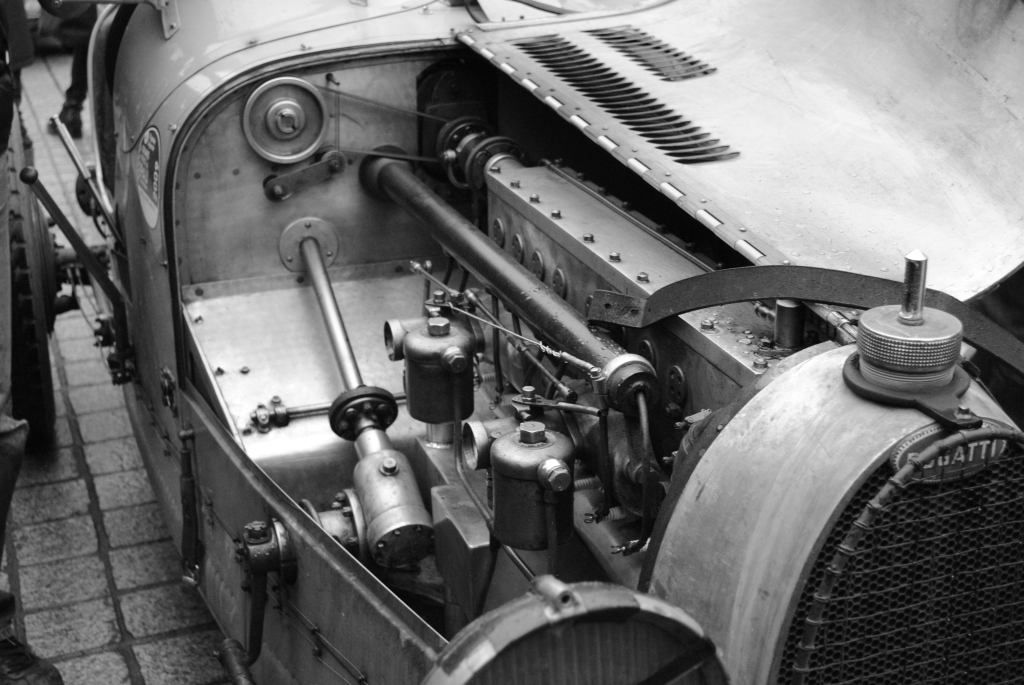
Le moteur 8 cylindres en ligne de 1991 cm3.

Au-delà même de ses victoires en compétition, la Bugatti Type 35 remporte très vite un franc succès auprès du public pour « la finesse et l’élégance de son dessin »,,, à l'image du radiateur cerclé de chrome ou encore des biellettes de contrôle nickelées. Biplace depuis que le règlement des Grands Prix oblige la présence d’un mécanicien au côté du pilote, la Type 35 fait notamment sensation, aujourd’hui encore, grâce à ses roues en aluminium coulé à huit branches plates, plus légères et plus efficacement refroidies que des roues à rayons classiques et dessinées pour éviter de déjanter lors d’une crevaison. Les tambours de frein actionnés par câble Bowden y sont d’ailleurs intégrés, une « innovation considérable », à cette époque qui offre entre autres l’avantage en compétition de pouvoir inspecter aisément l’état des garnitures de freins lors du remplacement des roues. La Type 35 est également reconnaissable au saute-vent disposé uniquement devant le pilote, privant le mécanicien de toute protection au vent, ainsi qu’au carrossage positif important du train avant. Les passagers sont, de surcroît, assis très haut et font face au tableau de bord en aluminium bouchonné et au volant en bois à quatre branches métalliques.
Le moteur, bien que dérivé de celui des Bugatti Type 30 et Type 32, fait également preuve d’innovation. Il s’agit toujours d’un moteur à huit cylindres en ligne atmosphérique, constitué en fait de deux blocs en aluminium de 4 cylindres – l’utilisation généralisée de matériaux légers comme l’aluminium permet d’obtenir une « excellente répartition des masses » et un poids contenu à environ seulement 750 kg –, d’une cylindrée de 1 991 cm3 (alésage de 60 mm et course de 88 mm). Alimenté par deux carburateurs Zenith ou Solex, la puissance maximale développée de 100 ch est atteinte à 5 000 tr/min. La distribution assurée par un simple arbre à cames en tête actionne trois soupapes (deux d’admission et une d’échappement) par cylindre, le vilebrequin démontable doté de cinq paliers contre trois auparavant rend inutile une lubrification haute pression et l’embiellage monté sur roulements à billes et à rouleaux permet d’atteindre un régime moteur supérieur à 6 000 tr/min, une valeur « considérable » pour l'époque,. Associé à une boîte de vitesses mécanique à 4 rapports non synchronisés dont le levier est placé à l’extérieur de l’habitacle comme sur toutes les voitures de grand prix des années 1920, ce moteur permet d’atteindre une vitesse maximale de 184 km/h.
Contrairement au moteur, châssis et carrosserie sont entièrement nouveaux. Les longerons à section évolutive sont dimensionnés en fonction des contraintes subies, contribuant à l'optimisation du poids. L'essieu avant formé d'une seule pièce, « une véritable œuvre d'art », est entièrement poli et sa « réalisation [par les forgerons de Molsheim] constitue une prouesse technique ». Sa légèreté liée à la structure creuse permet de diminuer les masses non suspendues, la suspension avant étant assurée par des ressorts à lames semi-elliptiques tandis que l’essieu arrière dispose de ressorts quart-elliptiques.
Toutes ces caractéristiques techniques offrent un excellent comportement routier à la Type 35 malgré une garde au sol particulièrement élevée ; sa capacité à prendre des virages à vive allure ainsi que sa manœuvrabilité sont d’ailleurs ses caractéristiques les plus mises en valeur,. La Type 35 étant une propulsion, son pilote doit prendre garde à ne pas brusquement accélérer sous peine de voir l’arrière dériver. Elle est par ailleurs réputée pour sa fiabilité, Bugatti ayant généralement opté pour « les meilleurs matériaux à travers le monde » ; l’acier utilisé pour la Type 35 est ainsi issu des usines de Sheffield, en Angleterre.

### La Type 35A, une «imitation course»

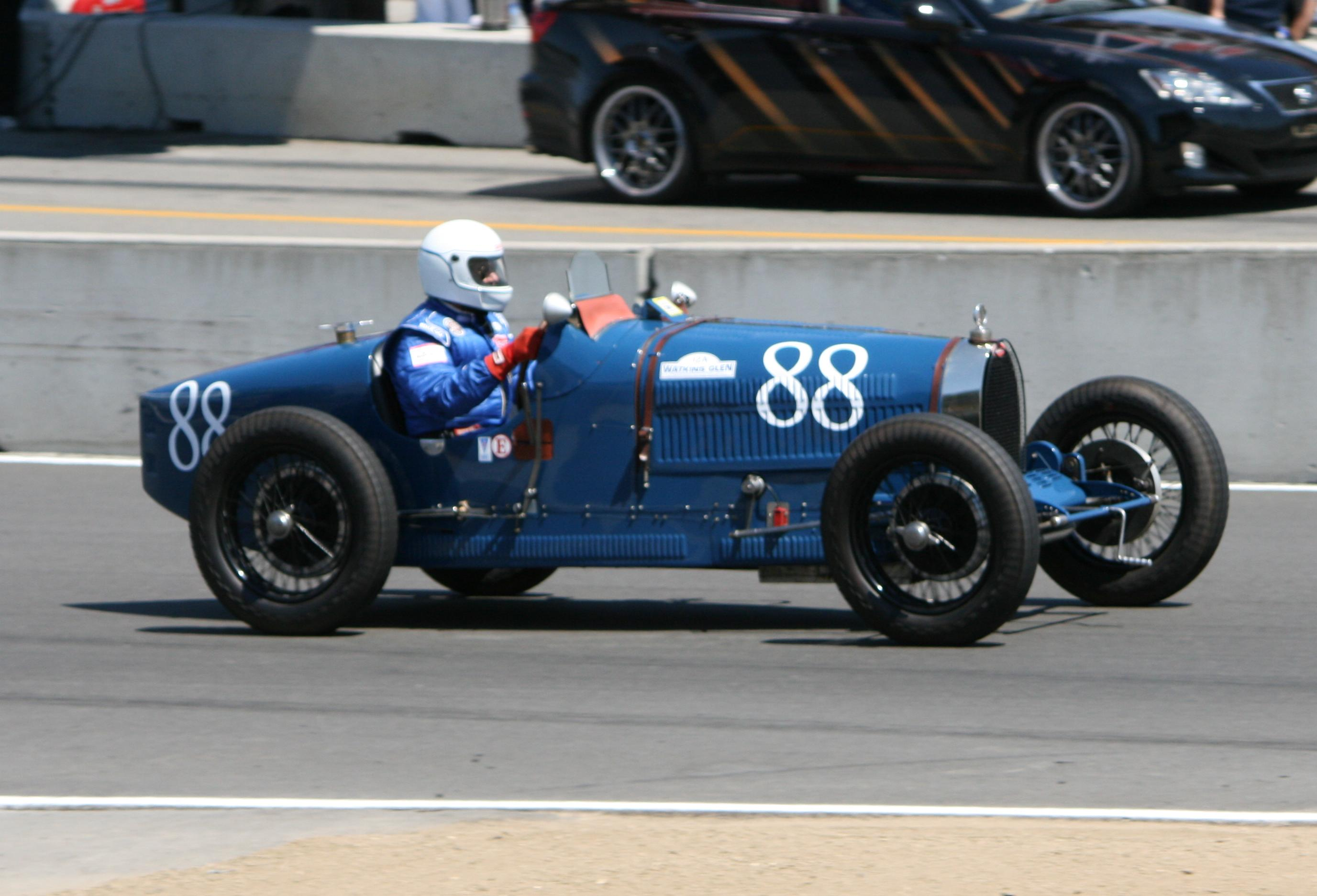
Une Bugatti Type 35A au Monterey Classic Week 2008.

La Bugatti Type 35A apparaît en 1925 sous la dénomination « Course Imitation 35 A »,. Première déclinaison de la Type 35 vendue à environ 130 exemplaires jusqu’en 1928, elle n’est pas destinée à la compétition et dispose donc d’une mécanique simplifiée et « assagie » même si le châssis, les trains et la boîte de vitesses sont les mêmes.
Son moteur, le 8 cylindres en ligne de 1 991 cm3 de la Type 35, est ainsi bien moins sophistiqué : le vilebrequin est constitué de trois paliers lisses sur lesquels reposent les roulements uniquement à billes — le régime moteur est ainsi limité à 4 000 tr/min —, les trois soupapes par cylindres sont plus petites et l’allumage est réalisé par distributeur et non par magnéto comme sur la Type 35. La puissance développée est tout de même de 75 ch à 4 000 tr/min. Enfin, l’essieu avant est plein. Associée à la même boîte de vitesses mécanique à 4 rapports, la Type 35A parvient à une vitesse maximale estimée à 173 km/h.
Ainsi plus fiable et plus simple d’entretien, la Type 35A est également moins chère ; son prix est environ les deux tiers de celui de la Type 35. D’ailleurs, les roues en alliage sont en option, les roues à rayons Rudge ayant été préférées pour ce modèle. « Imitation course » de la Type 35, la 35A sera surnommée « Técla » du nom du joaillier français de bijoux d’imitation.

### Les Type 35C, 35T, 35B et 39

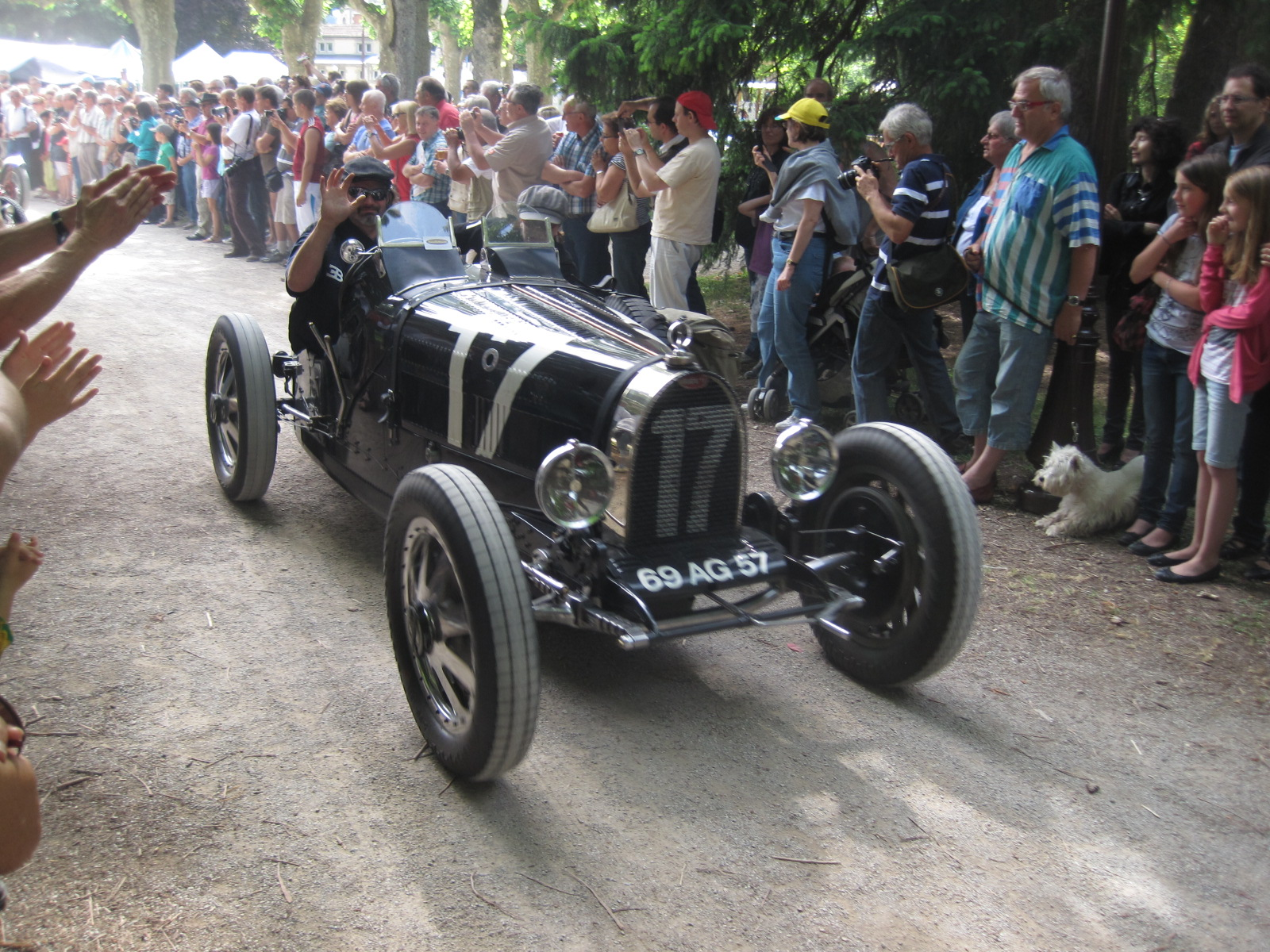
La Bugatti Type 35B de Caroline Bugatti (petite fille d'Ettore Bugatti) au salon rétro mobile de Lons-le-Saunier 2011.

À l’inverse de la Type 35A, les années qui suivent sont consacrées à l’élaboration de versions plus performantes destinées à asseoir la domination de Bugatti en compétition ou simplement à s’adapter aux nouvelles réglementations de courses ; ainsi naissent les Type 35C, 35T et 35B et les Type 39 et 39A. Cette dernière voiture permet à Bugatti d'obtenir le titre officiel de Champion du monde des manufacturiers (ou constructeurs) en 1926, grâce aux victoires de Jules Goux aux Grand Prix de l'ACF et de Saint-Sébastien, ainsi que de Louis Charavel au Grand Prix d'Italie en fin de saison (Malcolm Campbell terminant entre-temps deuxième en Grande Bretagne).
En 1926, Ettore Bugatti confie l’amélioration de la Type 35 à son ami Félix Kortz avec qui il a déjà réalisé, en 1909, la Type 10, dans le but de remporter une seconde victoire à la Targa Florio. Les modifications apportées concernent essentiellement le moteur. La cylindrée est portée à 2 262 cm3 tandis que la course passe de 88 mm à 100 mm et le radiateur est élargi pour en améliorer l’efficacité. Finalement, la puissance est portée à 105 ch à 5 500 tr/min pour une vitesse maximale d’environ 190 km/h. À la suite des trois premières places qu’elle remporte à la Targa Florio le 5 avril 1926, cette Type 35 sera dénommée 35T pour « Targa ».
Dévoilée en 1927, la Bugatti Type 35C est pour beaucoup la plus performante des Type 35,. Si le moteur est le même que celui de la Type 35 « classique », l’ajout d’un compresseur à lobes de type Roots porte sa puissance à 120 ch au régime moteur de 5 500 tr/min. Dessiné par l’ingénieur italien Edmund Moglia, ce compresseur est monté sur la partie inférieure droite du moteur. La structure de l’automobile est développée sur une base de Type 39, une Type 35 dont la cylindrée est réduite à 1 496 cm3, de manière à respecter le règlement des Grands Prix de 1925 réservée exclusivement aux pilotes d’usine. La Type 35C offre ainsi selon Sports Car Market « le parfait équilibre entre puissance, poids et comportement ». Elle est généralement considérée comme la première Bugatti suralimentée même si le compresseur Roots fut testé en 1926 sur deux des dix exemplaires de la Type 39, dénommés pour l’occasion Type 39A.
Lancée également en 1927, la Type 35B est la dernière à porter ce numéro. Sa particularité est d’associer le compresseur Roots de la Type 35C au moteur 8 cylindres de 2 262 cm3 de la Type 35T. C’est la raison pour laquelle elle fut officiellement dénommée Type 35TC (« Targa Compressor »), avant de finalement conserver l’appellation 35B donnée par le bureau d’études de Bugatti. Disposant du moteur de la plus forte cylindrée, suralimenté de surcroît, la Type 35B est par conséquent la déclinaison la plus puissante du modèle : 140 ch atteints à 5 500 tr/min ; elle est également plus coupleuse et accélère mieux que la Type 35C.

### L'exception: la Type 37

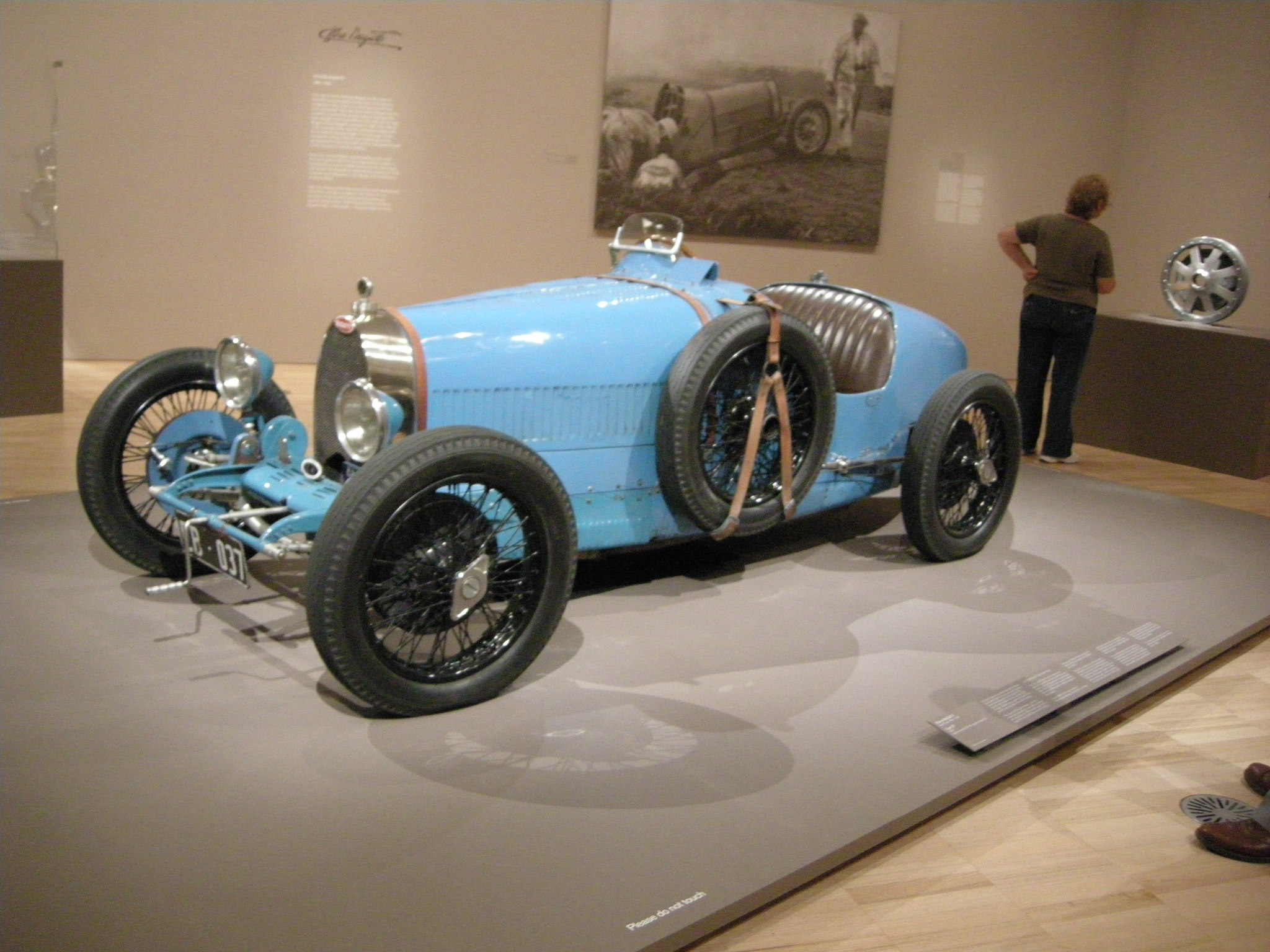
Une Bugatti Type 37 au National Gallery of Victoria.

Si rien ne permet de la distinguer esthétiquement parlant d’une Type 35 (hormis les roues à rayons Rudge, les mêmes que celles de la Type 35A) étant donné qu’elle en reprend le châssis, la carrosserie ainsi que le radiateur étroit, la Type 37 se singularise néanmoins par son moteur, l’unique 4 cylindres en ligne de la génération des Type 35. Certes moins puissante que le moteur huit cylindres – sa puissance maximale est de 60 ch –, la Type 37 est quasiment aussi rapide qu’une Type 35 du fait de son poids réduit. Très endurant, son moteur lui permet d’atteindre une vitesse maximale de 150 km/h.
Le moteur n'est pas totalement inédit puisqu'il est en réalité la moitié du 8 cylindres en ligne de la Bugatti Type 28 de 1920. Son rapport alésage/course de 69 mm par 100 mm lui donne une cylindrée de 1 496 cm3. Comme les précédentes déclinaisons, la Type 37 conserve un arbre à cames unique actionnant trois soupapes par cylindre. L’allumage se fait par distributeur, comme sur la Type 35A, ce qui implique la présence d’une batterie et d’une dynamo tandis que l’alimentation du moteur en essence est assurée par un carburateur unique (contre deux habituellement sur les Bugatti) de marque Zenith ou Solex.
Engagée en compétition en catégorie 1,5 litre à partir de 1926, remplaçant ainsi la Bugatti Brescia, la Type 37 domine rapidement toutes ses concurrentes. Son succès est tel que Bugatti décide au milieu de la saison 1927 de lancer la Type 37A (officiellement dénommée Type 35CP). Il s’agit d’une version plus performante grâce à l’ajout au moteur d’une déclinaison du compresseur Roots de la Type 35C, ce qui porte sa puissance à 90 ch. L’allumage par distributeur est également remplacé par une magnéto, tandis que le moteur reçoit un graissage sous pression. Fabriquée jusqu’en 1931, les Bugatti Type 37 et 37A sont construites à environ 270 exemplaires.

### Récapitulatif

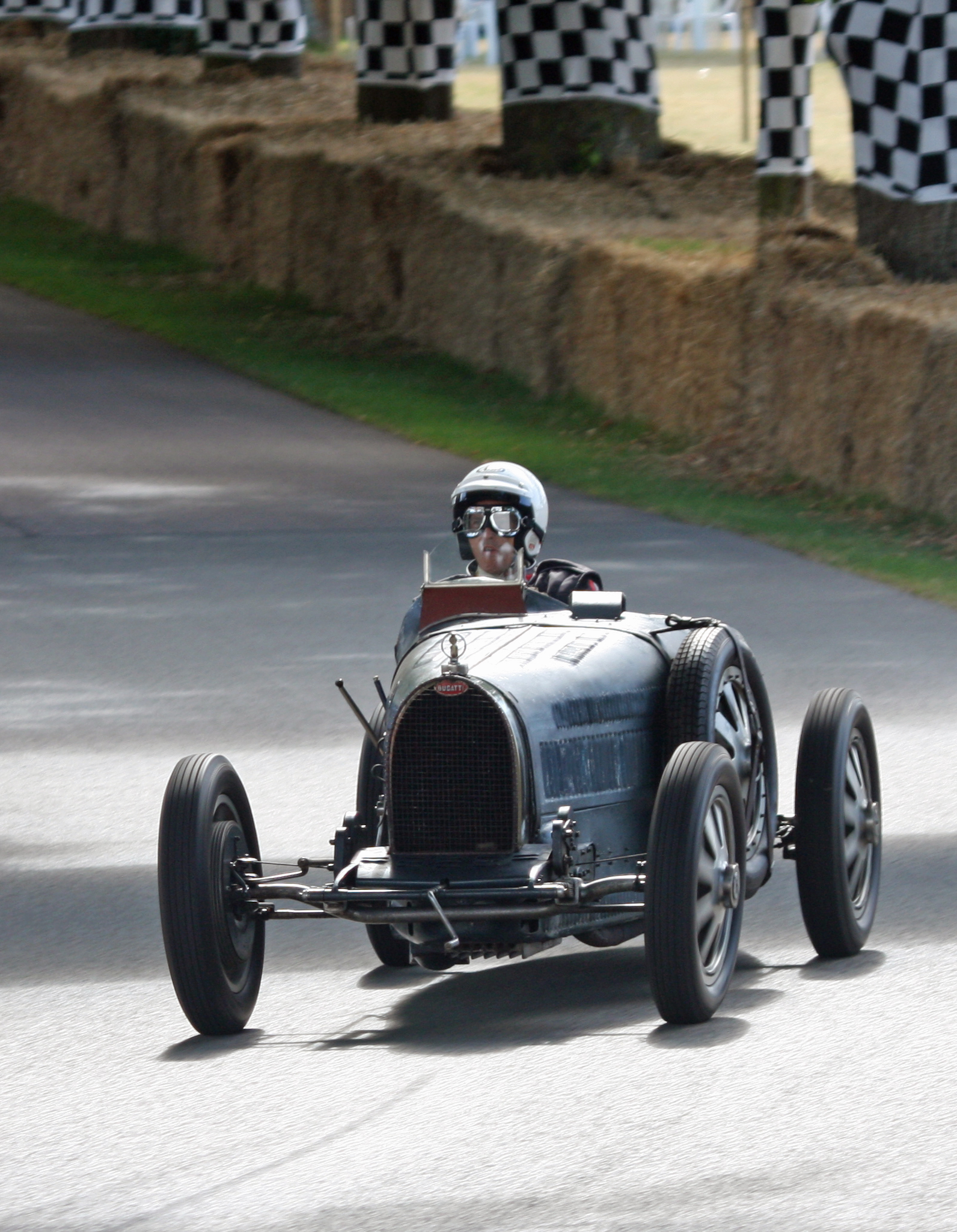
Une Bugatti Type 35C au Festival de vitesse de Goodwood 2009.

| | Moteur | Alésage/Course | Cylindrée | Puissance | Vitesse maxi | Année | Production             |
| --- | --- | --- | --- | --- | --- | --- | ---------------------- |
| Type 35 | 8 cylindres 24 soupapes                                                                                           | 60 mm × 88 mm | 1 991 cm3 | 100 ch (73,6 kW)                                                                                                  | 184 km/h | 1924 - 1927 | 105                    |
| Type 35A | 8 cylindres 24 soupapes                                                                                           | 60 mm × 88 mm | 1 991 cm3 | 75 ch (55,2 kW)                                                                                                   | 173 km/h | 1925 - 1928 | 130                    |
| Type 35C | 8 cylindres 24 soupapes                                                                                           | 60 mm × 88 mm | 1 991 cm3 | 120 ch (88,3 kW)                                                                                                  | 202 km/h | 1927 - 1928 | 45                     |
| Type 35T | 8 cylindres 24 soupapes                                                                                           | 60 mm × 100 mm | 2 260 cm3 | 105 ch (77,3 kW)                                                                                                  | 190 km/h | 1926 - 1930 | 13                     |
| Type 35B | 8 cylindres 24 soupapes                                                                                           | 60 mm × 100 mm | 2 260 cm3 | 140 ch (103 kW)                                                                                                   | 210 km/h | 1927 - 1931 | 37                     |
| Type 37 | 4 cylindres 12 soupapes                                                                                           | 69 mm × 100 mm | 1 496 cm3 | 60 ch (44,2 kW)                                                                                                   | 150 km/h | 1926 - 1930 | 290                    |
| Type 37A | 4 cylindres 12 soupapes                                                                                           | 69 mm × 100 mm | 1 496 cm3 | 90 ch (66,2 kW)                                                                                                   | 185 km/h | 1928 - 1930 | 290                    |
| Type 39 | 8 cylindres 24 soupapes                                                                                           | 52 mm × 66 mm | 1 496 cm3 | 90 ch (66,2 kW)                                                                                                   | 185 km/h | 1925 | 10                     |
| Type 39A | 8 cylindres 24 soupapes                                                                                           | 52 mm × 66 mm | 1 496 cm3 | 120 ch (88,3 kW)                                                                                                  | 185 km/h | 1925 - 1926 | 10                     |
| Sources : « Bugatti Type 35/37/39/51 », sur Auto-Museum.net, « Fiche technique - Bugatti Type 35 », sur Autotitre | Sources : « Bugatti Type 35/37/39/51 », sur Auto-Museum.net, « Fiche technique - Bugatti Type 35 », sur Autotitre | Sources : « Bugatti Type 35/37/39/51 », sur Auto-Museum.net, « Fiche technique - Bugatti Type 35 », sur Autotitre | Sources : « Bugatti Type 35/37/39/51 », sur Auto-Museum.net, « Fiche technique - Bugatti Type 35 », sur Autotitre | Sources : « Bugatti Type 35/37/39/51 », sur Auto-Museum.net, « Fiche technique - Bugatti Type 35 », sur Autotitre | Sources : « Bugatti Type 35/37/39/51 », sur Auto-Museum.net, « Fiche technique - Bugatti Type 35 », sur Autotitre | Sources : « Bugatti Type 35/37/39/51 », sur Auto-Museum.net, « Fiche technique - Bugatti Type 35 », sur Autotitre | Total: 630 exemplaires |

## Résultats sportifs

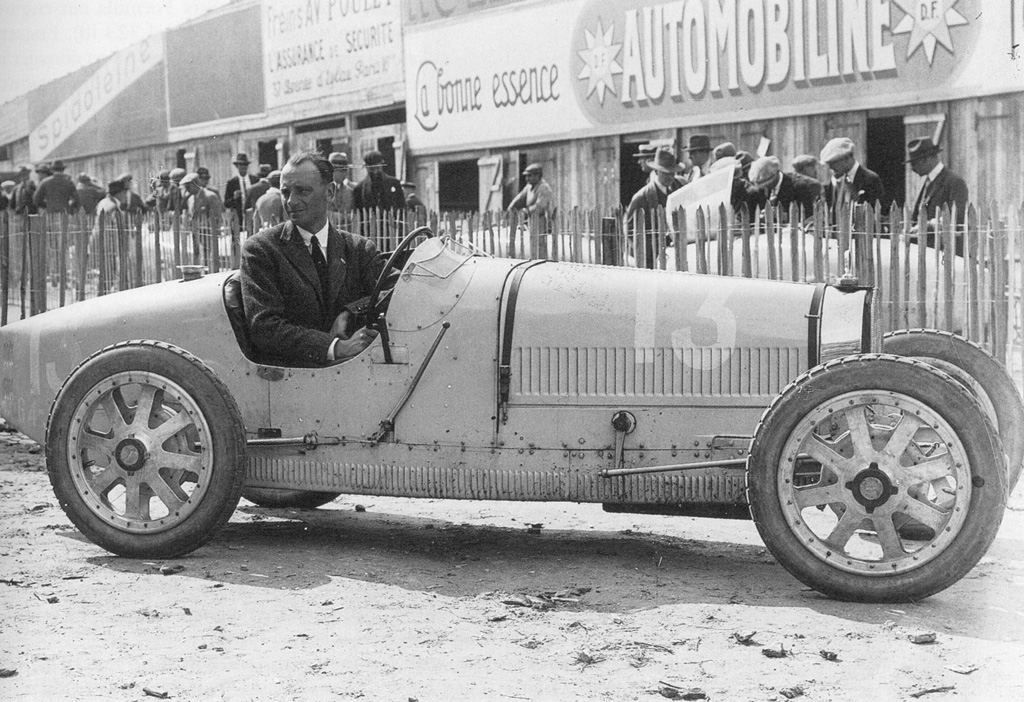
Meo Costantini, pilote Bugatti, au volant d’une Type 35 lors du GP de l’ACF 1924.

L’histoire des Bugatti Type 35 en compétition débute le 3 août 1924 à Lyon lors de la onzième édition du Grand Prix de l’Automobile Club de France, la plus célèbre épreuve automobile de l’époque. Engagées pour la première fois en compétition, cinq Type 35 prennent le départ de la course dans l’espoir de redorer le blason de l’écurie Bugatti après les deux défaites consécutives de 1922 et 1923. Néanmoins, cette première participation se termine par « un désastre », la meilleure des Type 35 (celle du français Jean Chassagne) n’ayant pu faire mieux qu’une septième place à près de 41 min du premier en raison de déchapages à répétitions contraignant les pilotes à s’arrêter plus souvent que prévu aux stands. Imputée un temps aux nouvelles roues en aluminium, il apparaît plus tard que cette défaite est due à des pneumatiques Dunlop mal vulcanisés,,.

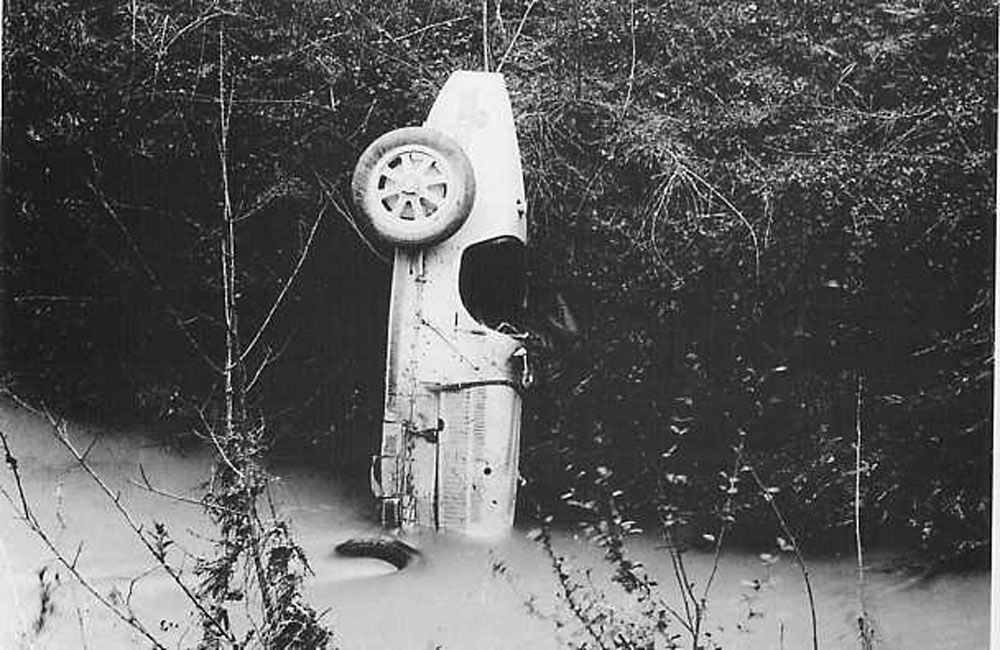
Accident de Pietro Bordino au volant d’une Type 35C le 15 avril 1928 lors des essais de la Targa Florio.

Malgré ce nouvel échec, le Grand Prix de l’ACF 1924 marque le début d’une série de victoires en compétition sans précédent dans l’histoire de l’automobile qui ne se terminera qu’en 1933. Les Bugatti se distinguent notamment lors de la Targa Florio, en Sicile sur les routes de Madonies, en remportant cinq années consécutives la première position : Meo Costantini sur Type 35 en 1925 et 1926, Emilio Materassi sur Type 35C en 1927 et enfin Albert Divo sur Type 35B en 1928 puis 35C en 1929. Mais c’est également lors de l’édition 1928 de la Targa Florio que le célèbre pilote italien Pietro Bordino trouve la mort : alors qu’il s’entraînait peu avant la course à bord d’une Type 35C, il heurte un chien, brisant ainsi sa direction, perd alors le contrôle de son véhicule et termine sa course dans une rivière en bord de route, sévèrement blessé. À l’inverse, cette course voit l’émergence d’une des plus fameuses pilotes automobiles féminines de l’histoire des Grands Prix, Elizabeth Junek. Si une défaillance de sa pompe à eau puis une crevaison ne lui permettent pas de faire mieux qu’une cinquième place, à seulement neuf minutes du premier, elle éblouit le monde sur sa Type 35B en dépassant tous les hommes concourant à ses côtés, Alberto Divo (compagnon de Janine Jennky, elle-même vainqueur de plusieurs courses avec la T35, dont un Grand Prix en Bourgogne), Giuseppe Campari ou encore Tazio Nuvolari,,. Dans ses mémoires, Alfred Neubauer, directeur des courses Mercedes-Benz, s’étonnait d’ailleurs en s’exprimant ainsi à propos d'Eliška: « On n’avait encore jamais vu ça ; une première mondiale ».

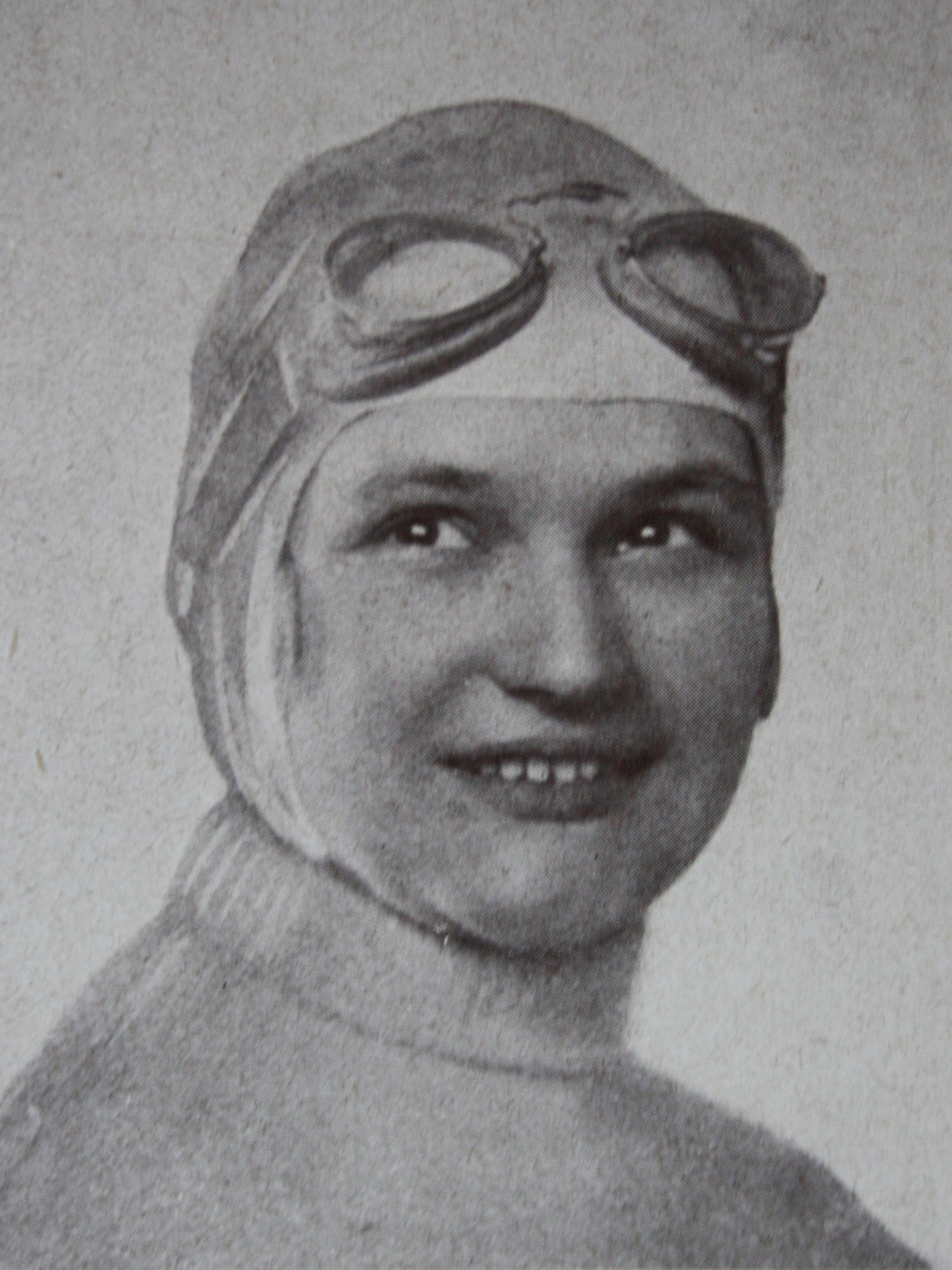
Portrait d’Elizabeth Junek.

L’année 1926 est celle de la consécration pour Bugatti qui remporte son premier titre de champion du monde des constructeurs. En 1926, le championnat compte cinq Grands Prix : les 500 Miles d’Indianapolis, le Grand Prix de l’ACF (ou Grand Prix de France), le Grand Prix d’Europe à Saint-Sébastien, le Grand Prix de Grande-Bretagne et le Grand Prix d’Italie. Parmi ces épreuves, trois sont remportées par Bugatti. Le Français Jules Goux s’impose aux Grands Prix de France et d’Europe respectivement sur une Type 39 et une Type 39A tandis que Meo Costantini remporte celui d’Italie sur une Type 35C.
À partir de 1928, bon nombre des Grands Prix remportés par Bugatti le sont grâce au pilote monégasque Louis Chiron. Enfin officiellement engagé dans l’écurie Bugatti après avoir attiré l’attention du « Patron » en remportant le GP de l’ACF 1927, Chiron remporte entre autres les Grands Prix d’Espagne et d’Italie 1928 puis l’année suivante, celui d’Allemagne sur le Nürburgring. Véritable « fer de lance » des Bugatti, ses victoires forgent sa réputation et ont « profondément marqué de son empreinte le mythe Bugatti ». L’histoire des Bugatti Type 35 en compétition retient également la victoire de Philippe Étancelin, pilote privé indépendant, au Grand Prix automobile de France 1930 devant la Bentley 4½ Litre Blower de Tim Birkin. Vexé par la seconde place de ce dernier, Ettore Bugatti déclare à cette occasion que la 4½ Litre est le « camion le plus rapide du monde », la Type 35 étant bien plus légère,.
| Saison                                                                                          | Nb. de « GE » | Épreuve                       | Position | Pilotes                 | Modèle   |
| ----------------------------------------------------------------------------------------------- | ------------- | ----------------------------- | -------- | ----------------------- | -------- |
| 1925                                                                                            | 4             | Grand Prix d’Italie           | 3e       | Meo Costantini          | Type 39  |
| 1926                                                                                            | 5             | Grand Prix de l’ACF           | 1er      | Jules Goux              | Type 39A |
| 1926                                                                                            | 5             | Grand Prix de Saint-Sébastien | 1er      | Jules Goux              | Type 39A |
| 1926                                                                                            | 5             | Grand Prix de Saint-Sébastien | 3e       | Meo Costantini          | Type 39A |
| 1926                                                                                            | 5             | Grand Prix de Grande-Bretagne | 2e       | Malcolm Campbell        | Type 39A |
| 1926                                                                                            | 5             | Grand Prix d’Italie           | 1er      | Louis Charavel          | Type 39A |
| 1926                                                                                            | 5             | Grand Prix d’Italie           | 2e       | Meo Costantini          | Type 39A |
| 1927                                                                                            | 5             | Grand Prix de Saint-Sébastien | 2e       | Caberto Conelli         | Type 39A |
| 1928                                                                                            | 2             | Grand Prix d’Italie           | 1er      | Louis Chiron            | Type 37A |
| 1928                                                                                            | 2             | Grand Prix d’Italie           | 3e       | Tazio Nuvolari          | Type 35C |
| 1929                                                                                            | 2             | Grand Prix de l’ACF           | 1er      | William Grover-Williams | Type 35B |
| 1929                                                                                            | 2             | Grand Prix de l’ACF           | 3e       | Caberto Conelli         | Type 35C |
| 1930                                                                                            | 3             | Grand Prix de Belgique        | 1er      | Louis Chiron            | Type 35C |
| 1930                                                                                            | 3             | Grand Prix de Belgique        | 2e       | Guy Bouriat             | Type 35C |
| 1930                                                                                            | 3             | Grand Prix de Belgique        | 3e       | Albert Divo             | Type 35C |
| 1930                                                                                            | 3             | Grand Prix de l’ACF           | 1er      | Philippe Étancelin      | Type 35C |
| 1930                                                                                            | 3             | Grand Prix de l’ACF           | 3e       | Juan Zanelli            | Type 35B |
| L’italique indique que le GP est également connu sous le nom de Grand Prix automobile d’Europe. |               |                               |          |                         |          |

## Épilogue
Comme l’expliquent Eckhard Schimpf et Julius Kruta dans l’ouvrage Bugatti en compétition de 1920 à 1939, malgré des dénominations changeantes, l’essentiel des Bugatti qui succèdent aux Type 35 ne sont finalement que des déclinaisons de ce même modèle. À partir de 1931, les Type 35 sont progressivement remplacées en Grand Prix par la Type 51 à bord de laquelle Louis Chiron remporte entre autres le Grand Prix de Monaco. Ainsi victorieuses pendant près d’une décennie, les sportives Bugatti – et plus généralement les automobiles françaises – doivent néanmoins, au début des années 1930, céder leur place aux sportives des constructeurs italiens Alfa Romeo et Maserati, et allemand Mercedes-Benz. En Grands Prix internationaux, Chiron aura d’ailleurs des difficultés à combler le manque conséquent de performances de sa Type 51 face à celles de l’Alfa Romeo P3.
Ces constructeurs doivent en partie leur succès aux subventions accordées par leurs gouvernements respectifs en cette période de fort nationalisme. À la fin de son discours du salon de l'automobile de Berlin, Adolf Hitler déclare ainsi que « sans le programme automobile, il n'y a pas d’avenir pour le national-socialisme ». Le corps de sport motorisé national-socialiste, la NSKK, est d’ailleurs créé pour organiser des compétitions automobiles et motos sur circuit. Mais si le régime nazi apporte bien son aide à Mercedes-Benz et Auto Union dans le but de promouvoir la gloire du Reich, le montant de son soutien financier fut longtemps exagéré par les médias ; il s’élève en effet à peut-être 10 % ou moins des coûts de fonctionnement des deux équipes de course.
Aujourd’hui, bon nombre de ces automobiles sont des répliques, reconstruites à l'identique. Du fait de son palmarès en compétition et de sa notoriété, et en dépit du grand nombre d'unités produites à l'époque, une véritable Bugatti Type 35 se négocie entre plusieurs centaines de milliers et plusieurs millions d’euros selon les versions, leur état et leur authenticité.

## Personnalités
La Bugatti 35 est prisée par certains sportifs automobiles mais aussi par des personnalités, comme le peintre André Derain ou l'écrivain Paul Morand. Ce dernier écrit même : « À côté, les autres voitures sont des fusils de chasse ».